# Stella stellina
Stella stellina è una filastrocca composta da Lina Schwarz (detta "zia Lina"), pubblicata nel suo libro di poesie Ancora…e poi basta!. La filastrocca è stata "musicata" in varie versioni ed è diventata una delle più celebri ninne nanne italiane.